# Canopus (Rakete)

Canopus 2, Beschriftung evtl. nicht originalgetreu

Canopus ist der Name einer argentinischen Höhenforschungsrakete. Sie kam sowohl einstufig als auch mehrstufig zum Einsatz.
Einstufig trug die Canopus die Bezeichnung Canopus 2 und hatte eine Höhe von 4,67 m und einen Durchmesser von 0,28 cm bei einer Masse von 280 kg. Diese Version wurde am 16. April, am 23. Oktober und am 23. Dezember 1969 vom Startplatz CELPA gestartet und brachte dabei Nutzlasten von 50 kg auf eine Höhe von 150 km.
Mit einer Oberstufe Orion 2 versehen trug die Rakete die Bezeichnung Rigel. Vier gebündelte Canopus-Raketen mit einer fünften Canopus als Zweitstufe bildeten die Rakete Castor (A).